# Aglossosia metaleuca
Aglossosia metaleuca är en fjärilsart som beskrevs av George Francis Hampson 1900. Aglossosia metaleuca ingår i släktet Aglossosia och familjen björnspinnare. Inga underarter finns listade i Catalogue of Life.